# Ogród Botaniczny Uniwersytetu Kazimierza Wielkiego w Bydgoszczy

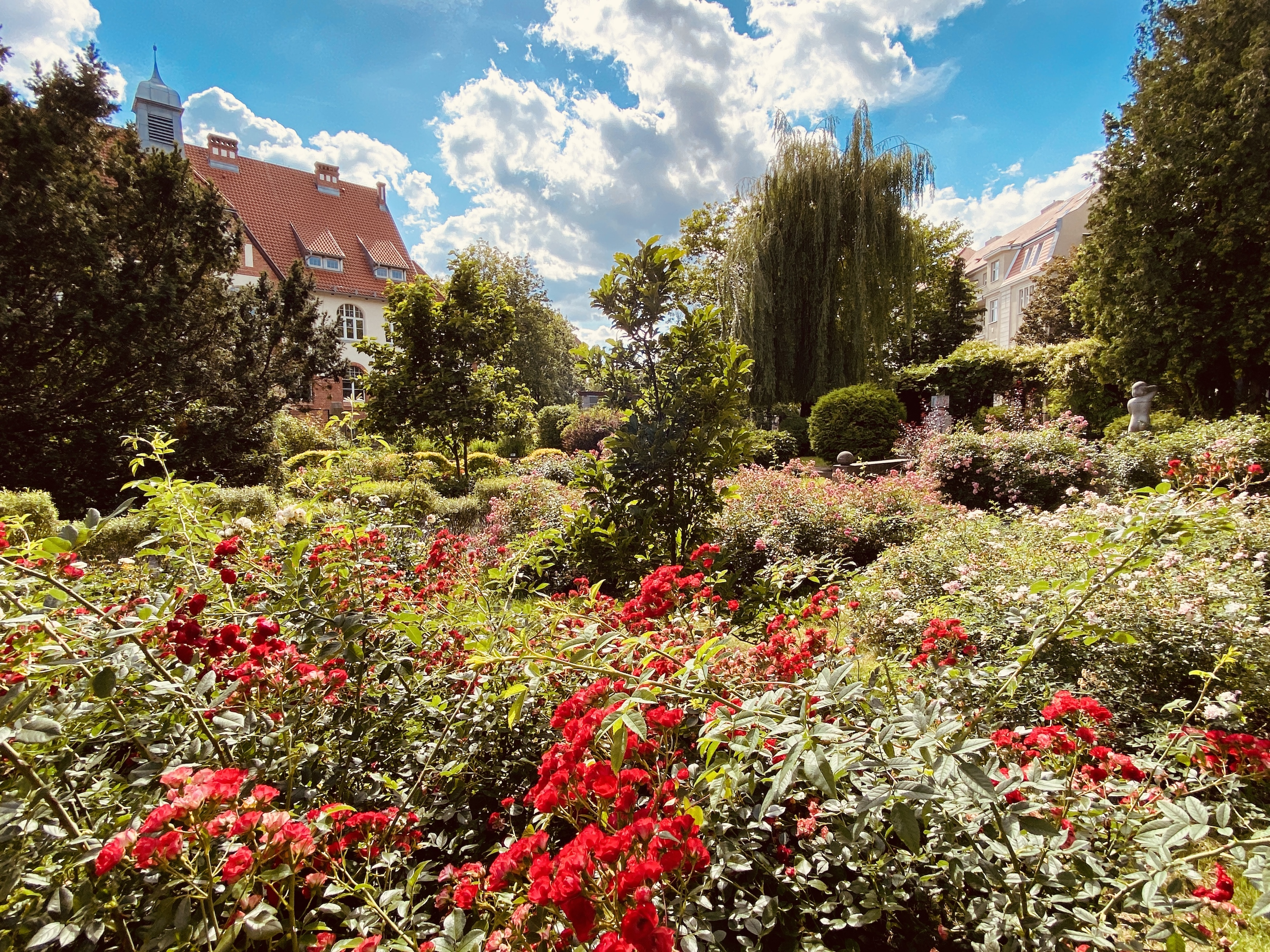
Rosarium

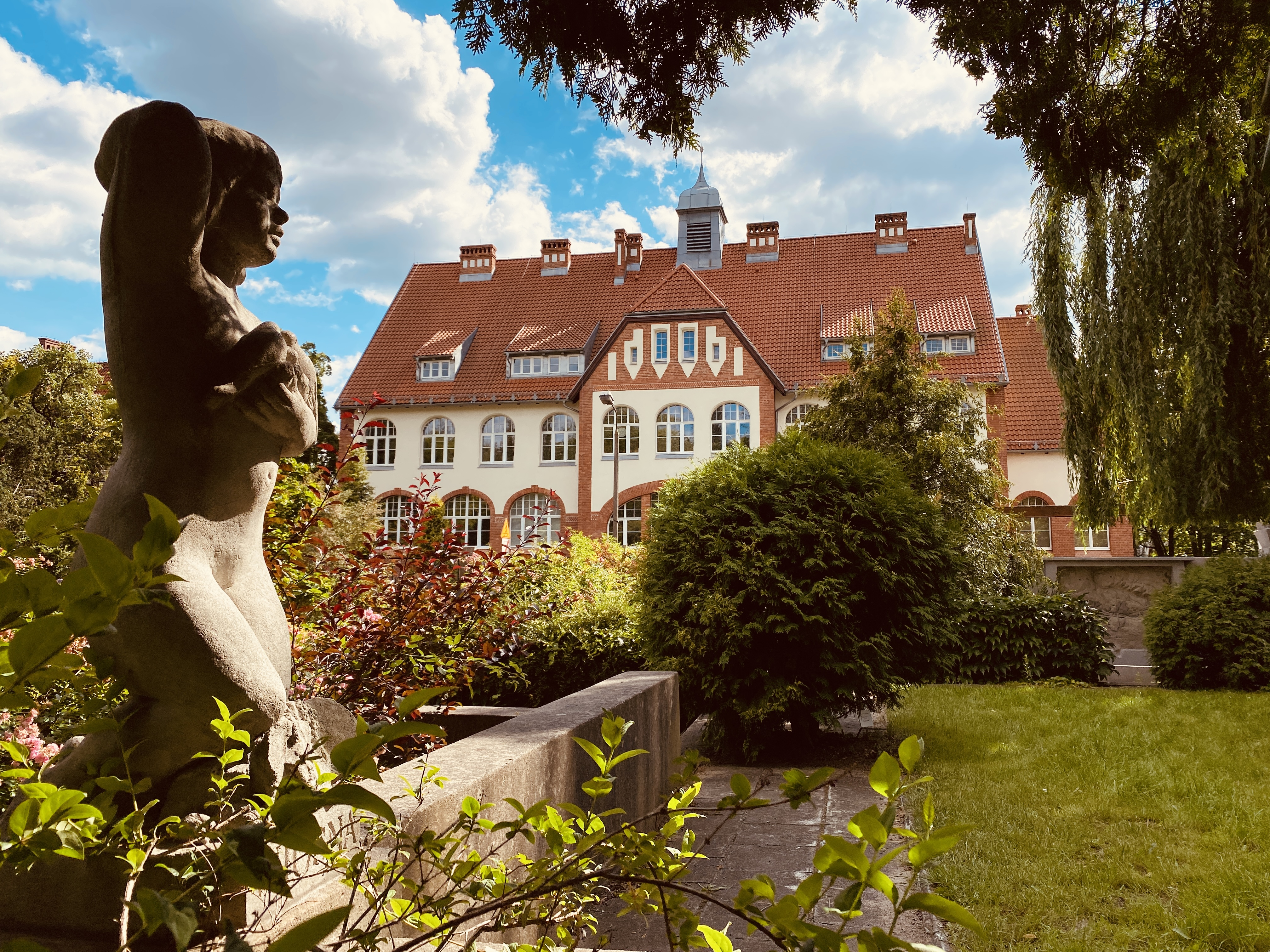
Rzeźba "Wiosna"

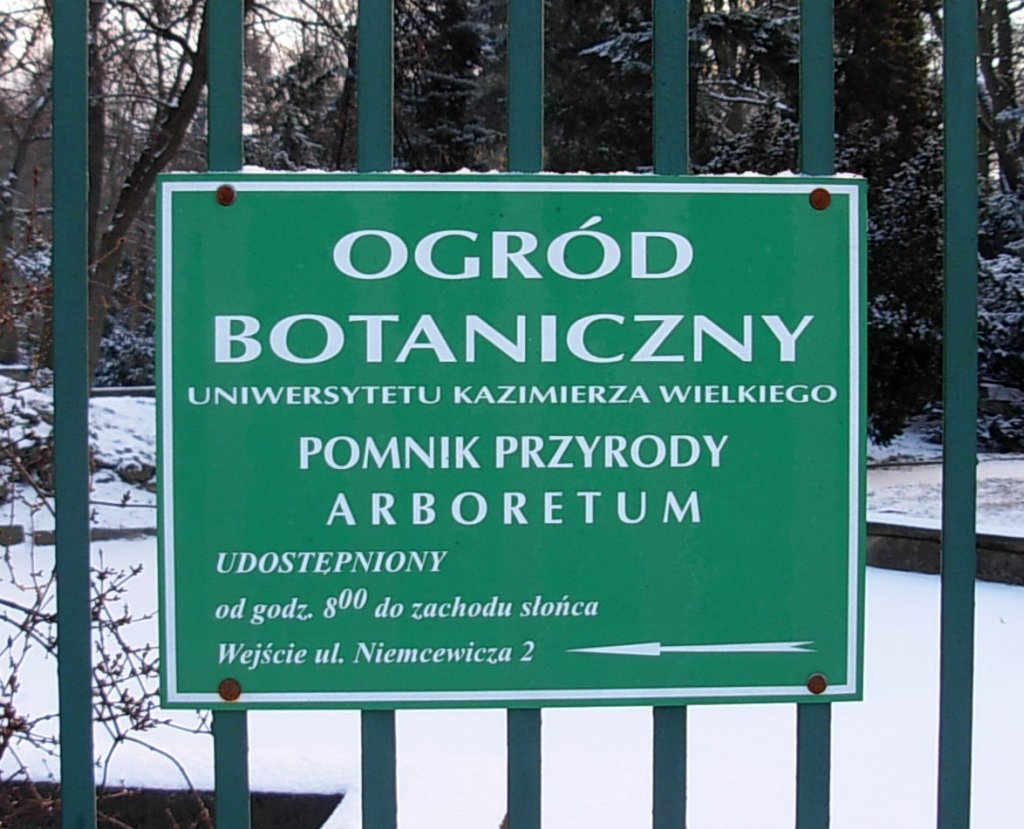
Tablica

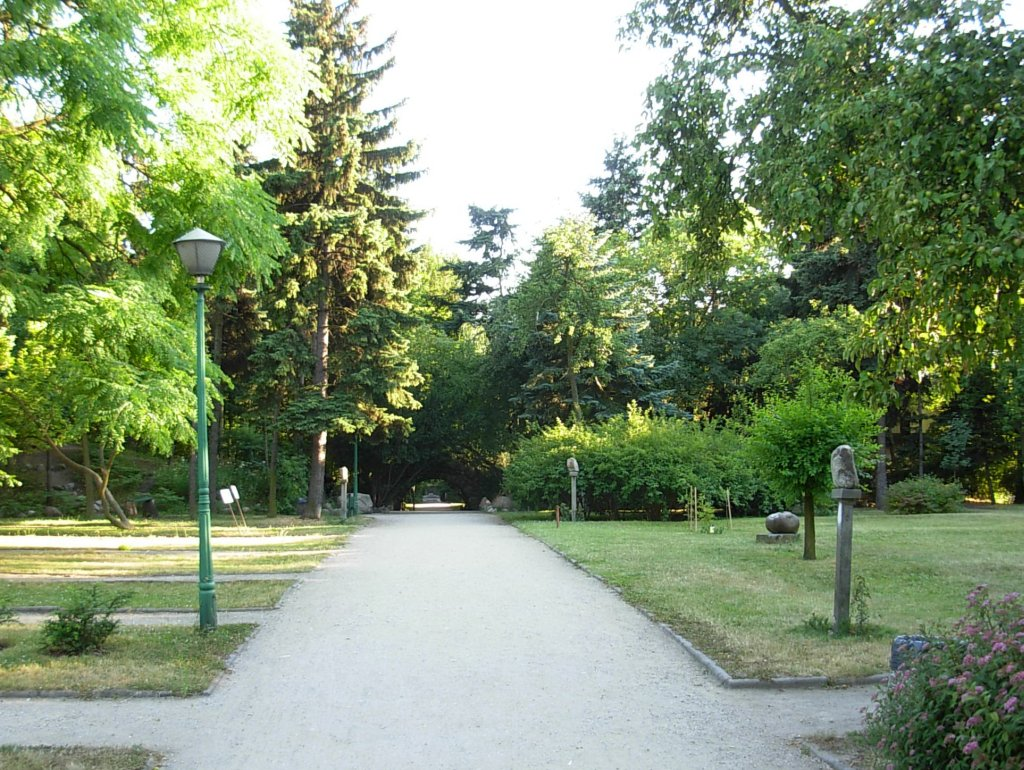
Alejka

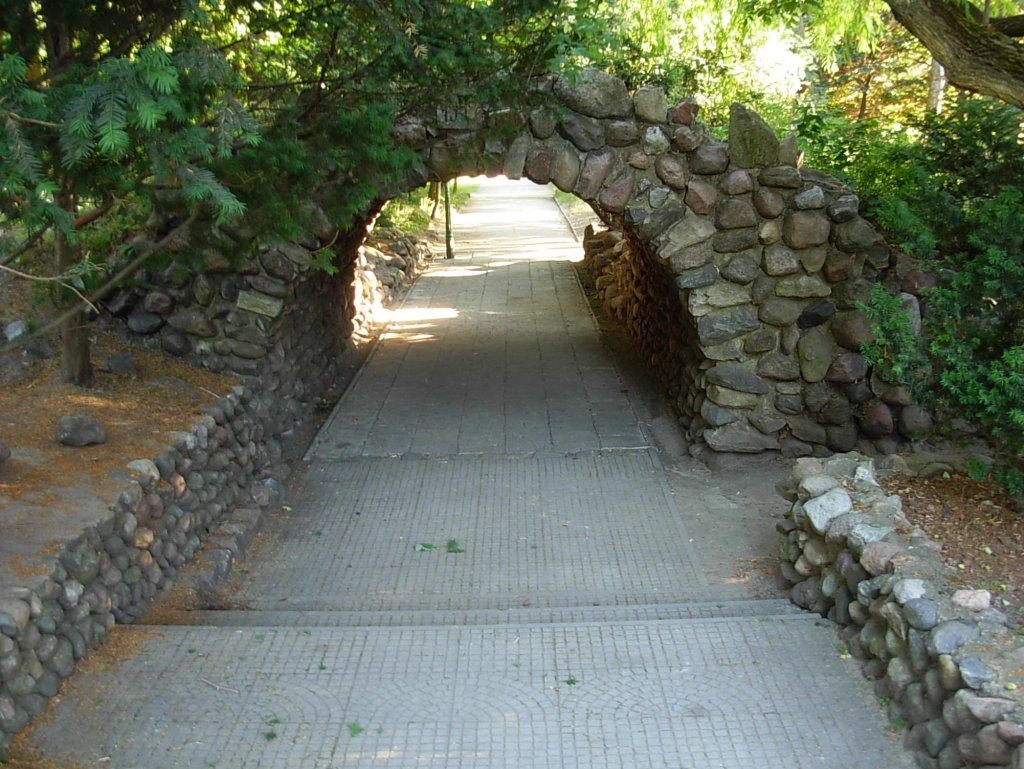
Łuk kamienny

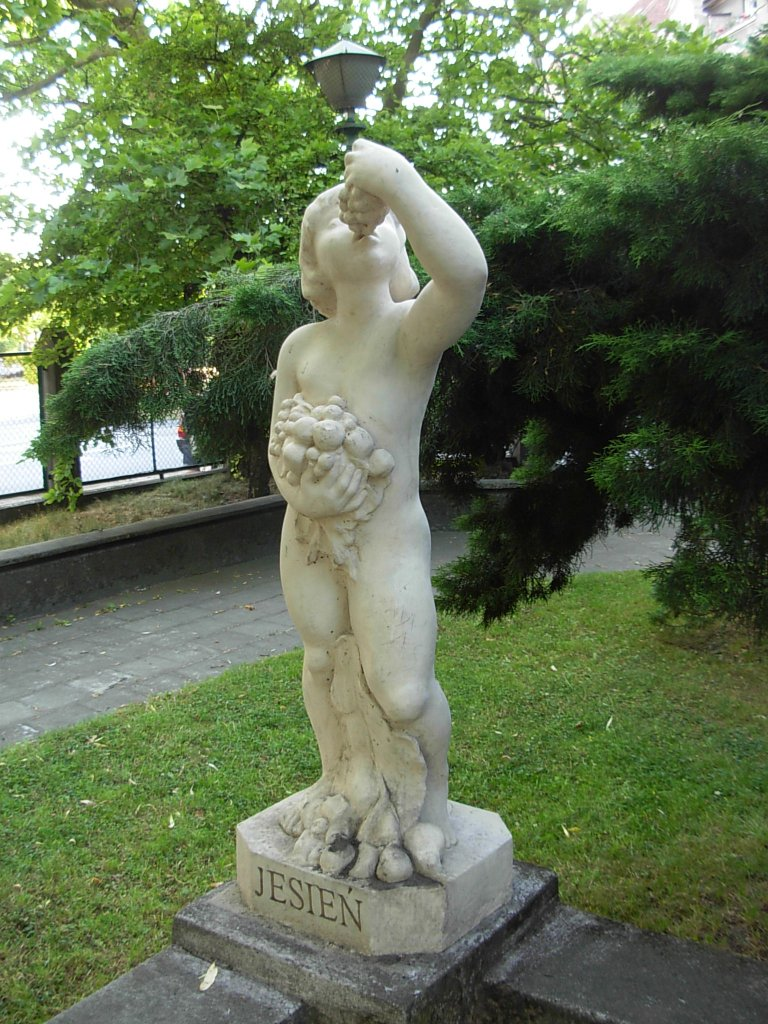
Jedna z rzeźb "cztery pory roku"

Ogród Botaniczny Uniwersytetu Kazimierza Wielkiego w Bydgoszczy – ogród botaniczny położony w centrum Bydgoszczy. Pełni funkcje naukowo-badawcze, dydaktyczne oraz rekreacyjno-wypoczynkowe.

## Lokalizacja
Obiekt zajmuje teren byłego Ogrodu Botanicznego usytuowanego w centralnej części Bydgoszczy. Ogród posiada wymiary 80 x 240 m i graniczy z ulicami: Chodkiewicza, Niemcewicza i Powstańców Wielkopolskich. Od wschodu przylega do niego główny kampus Uniwersytetu Kazimierza Wielkiego.

## Misja
Misją ogrodu jest gromadzenie, uprawa i eksponowanie wybranych gatunków roślin zielnych, drzew, krzewów i fitocenoz dla potrzeb nauki, dydaktyki i popularyzacji. Prowadzi się tu badania naukowe m.in. na temat mikoryz wybranych gatunków drzew, oceny zasobów naturalnych owadów zapylających, czy też występowania grzybów wielkoowocnikowych. Ogród uczestniczy corocznie w organizacji Bydgoskiego Festiwalu Nauki.

## Historia
Arboretum w Bydgoszczy otwarto 1 sierpnia 1930 r. na terenie byłego, szkolnego ogródka botanicznego o powierzchni 0,71 ha jako Miejski Ogród Botaniczny. Zaprojektował go dyrektor Zieleni Miejskiej inż. Marian Güntzel, dla którego wzorem był ogród botaniczny w Poznaniu. W 1937 r. w ogrodzie znajdowały się drzewa i krzewy ozdobne zaliczane do 237 gatunków i odmian.  
W czasie II wojny światowej obiekt ten został częściowo zdewastowany, wskutek prac ziemnych związanych z obroną miasta. Po jej zakończeniu ówczesne władze miejskie postanowiły przywrócić temu terenowi pierwotny wygląd. 26 stycznia 1946 roku, uchwałą Zarządu Miejskiego miasta Bydgoszczy Miejski Ogród Botaniczny uzyskał status placówki naukowo-badawczej i stał się odrębną jednostką organizacyjną. W tym roku zwiększono jego obszar do 2,5 ha, a na siedzibę kierownictwa ogrodu przydzielono willę wraz z zabudowaniami gospodarczymi, sąsiadującymi bezpośrednio z terenami „Botanika” od strony ul. Niemcewicza. Planowano wówczas utworzenie w tych budynkach Muzeum Przyrodniczego i pracowni przyrodniczych.
W latach 1946–1951 uporządkowano obiekt, założono instalacje techniczne oraz wybudowano budynki gospodarcze ze szklarnią. Drzewostan stopniowo uzupełniano nowymi gatunkami drzew i krzewów, rodzimego i obcego pochodzenia.
W 1951 roku ogród został przekazany Instytutowi Hodowli i Aklimatyzacji Roślin i do roku 1979 pełnił funkcję Ogrodu Botanicznego. Do roku 1970 podlegał Zakładowi Biologii i Fizjologii Rozwoju Roślin IHAR w Radzikowie k. Warszawy, natomiast od 1971 r. działał w ramach Zakładu Centralnej Kolekcji Roślin. W tym czasie z jednostki służącej szkolnictwu oraz wypoczynkowi przekształcił się w instytucję naukowo-badawczą. 
Podstawowym jego zadaniem było jednakże umożliwienie zwiedzającym poznanie różnorodności świata roślin pochodzenia zarówno rodzimego, jak i obcego. „Botanik" umożliwiał obejrzenie różnych osobliwości z dziedziny biologii, morfologii, fitopatologii, dendrologii, stwarzał możliwość poznania flory łąk, lasów, torfowisk itp. Była to również okazja do spotkania się „oko w oko” ze zróżnicowaniem gatunkowym roślin w warunkach miejskich. Ogród skupiał wówczas 300 gatunków roślin, wydawał corocznie „Katalog Nasion” i prowadził wymianę materiału siewnego z innymi ogrodami botanicznymi w kraju i za granicą.
Miarą popularności Ogrodu Botanicznego stała się duża liczba odwiedzających. Wielu mieszkańców Bydgoszczy spędzało tu wolny czas i podziwiało ogrodowe rzeźby czterech gracji czy kilkuletnich dziewczynek (symbolizujących 4 pory roku) Bronisława Kłobuckiego (1896-1944), jak również stałą ekspozycję kamiennych rzeźb, zwanych „Potokiem Kamiennym", ofiarowaną miastu przez artystę Stanisława Horno-Popławskiego. Elementy te, wkomponowane w bogatą roślinność Ogrodu, nadawały mu poetycki wygląd.
W 1977 r., gdy zapadła decyzja o utworzeniu nowego ogrodu botanicznego w północno-wschodniej części Leśnego Parku Kultury i Wypoczynku, stary „Botanik” stał się ogólnodostępnym parkiem miejskim. W konsekwencji spowodowało to zaginięcie prac rzeźbiarskich prof. Horno-Popławskiego, zegara słonecznego oraz posągów „Czterech pór roku”.
W 1995 r. staraniem mgr inż. Marka Wilcza - wojewódzkiego konserwatora przyrody, park uzyskał status kompleksowego pomnika przyrody jako arboretum. O zaliczeniu w poczet zabytkowych elementów przyrody zadecydował fakt, że jest to teren o unikatowej florze krajowej i obcego pochodzenia. W 1999 r. ogród (z około 220 gatunkami drzew i krzewów) został przekazany Uniwersytetowi Kazimierza Wielkiego i stał się pracownią dydaktyczno-naukową Zakładu Botaniki Instytutu Biologii i Ochrony Środowiska na Wydziale Nauk Przyrodniczych. Od tego czasu rozpoczęto stopniową rewitalizację ogrodu. Od 2002 r. zmodernizowano staw i szereg elementów małej architektury, założono rozarium, utworzono wiejski ogródek z siedliskiem dla owadów oraz kaktusowy zakątek, zamontowano 40 tablic edukacyjnych „Tajemnice ogrodu”. Od 2006 r. Uniwersytet Kazimierza Wielkiego prowadzi ogród zgodnie z ustawą o ochronie przyrody, a także jest członkiem Rady Ogrodów Botanicznych w Polsce.
Od 2010 r. w budynku dawnej biblioteki znajduje się Galeria Arboretum, w której prezentowane są prace plastyczne i fotograficzne.
Kierownikiem Arboretum od 1999 była Barbara Wilbrandt. Obecnie funkcję pełnomocnika Dziekana WNB ds. Ogrodu Botanicznego UKW pełni Barbara Waldon-Rudzionek.

## Charakterystyka
Ogród zajmuje teren częściowo ujęty w szerokie, łagodnie schodzące terasy, o lekkim nachyleniu z północy na południe. Zgromadzono w nim ok. 600 gatunków drzew i krzewów oraz 700 gatunków roślin zielnych, zarówno rodzimych, jak i obcego pochodzenia. Ekspozycję podzielono na działy: biologii roślin, ekologii, systematyki, roślin użytkowych, lekarskich, ozdobnych oraz arboretum i sad owocowy. W ramach działu ekologii urządzono alpinarium, wydmę, step, solnisko, torfowisko oraz staw o powierzchni 50 m².
Poza tym znajdują się tu łuki kamienne, pergola, a w narożnikach położonego w jej pobliżu niewielkiego dziedzińca znajdują się kamienne, 1,5-metrowej wysokości rzeźby "Jesień" i "Zima" dłuta prof. Stanisława Radwańskiego z Gdańska. Figury te, stanowiące odrestaurowaną część cyklu czterech posągów stojących tu od 1930 r., wróciły na swoje historyczne miejsce odpowiednio w połowie maja 2008 r. (fundacja Ewy Taterczyńskiej) oraz 22 marca 2010 r. (z inicjatywy Pomorskiej Spółki Gazownictwa). Na swoje miejsce wrócił także zrekonstruowany przez Ryszarda Lewandowskiego zegar słoneczny, będący wierną repliką zegara z 1930 r. Przy południowym ogrodzeniu (na murze nieopodal dawnego wejścia) znajduje się reliefowy plan Bydgoszczy z 1930 r., wykonany ze sztucznego kamienia przez Bronisława Kłobuckiego, z wyeksponowanymi krawędziami dolin rzecznych, wzgórzami, wodami, wybranymi drogami oraz zabudową.
18 września 2014 na swoje historyczne miejsce trafiła trzecia zrekonstruowana rzeźba - "Wiosna", a 17 października 2015 czwarta rzeźba - "Lato".

## Rewitalizacja
Projekt rewitalizacji parku zawarto w Programie Rozwoju Bydgoszczy na lata 2009–2014. Przewiduje on renowację i rekonstrukcję infrastruktury technicznej (szklarnie, pergole, zegar słoneczny, rzeźby, murki, bramki i ogrodzenia, baseny roślin wodnych, relief Bydgoszczy, alpinarium i inne) oraz rewitalizację sfery botanicznej (przebudowa drzewostanu, utworzenie kolekcji roślin rzadkich, zagrożonych i chronionych Pomorza i Kujaw).
Od 2018 r., w kolejnej edycji Gminnego Programu Rewitalizacji, przewidywano montaż nowego oświetlenia oraz monitoringu, a także dostosowanie ogrodu do potrzeb osób niepełnosprawnych. W związku z tym ścieżki edukacyjne miały zostać poszerzone, a nawierzchnia placów i chodników wymieniona. Rozbudowie i adaptacji poddane miały być również znajdujące się tutaj budynki (parterowy - na cele dydaktyczne i kulturalne, obiekt nad stawem oraz dwie planowane wiaty - na cele dydaktyczne i społeczne), a ponadto na stawie powstać miał pomost. Koszt inwestycji szacowano na 1.084.612 zł, z czego 625.268 zł przekazać miało miasto ze środków UE. Przetarg na opracowanie projektu rewitalizacji ogłoszono w maju 2019, jednak z uwagi na brak środków realizacja projektu została przesunięta na 2021 i lata kolejne.
W związku z postulatami społecznymi, dotyczącymi wydłużenia godzin otwarcia ogrodu, od 2018 jest on dostępny w godzinach 8.00 - 19.00 (w dni wolne od pracy od 10.00), z wyjątkiem okresu od listopada do wiosny.

## Dendroflora
W 2010 r. kolekcja drzew i krzewów (arboretum) liczyła 660 gatunków i odmian roślin, w tym 65 rodzin, 161 rodzajów 13 krzyżówki międzyrodzajowe. Znajdują się wśród nich gatunki rodzime, zagraniczne, prawnie chronione oraz reliktowe. Do najliczniej reprezentowanych roślin należą m.in.: różowate (143 taksonów), klony (26 taksonów), jałowce (24), brzozy (15), trzmieliny (13), derenie (11).  
Gatunki reliktowe (szczyt ich rozwoju przypadał na inne epoki geologiczne):
- brzoza niska – relikt polodowcowy,
- miłorząb dwuklapowy – tzw. żywa skamieniałość,
- brzostownica japońska - trzeciorzędowy relikt japoński

Gatunki prawnie chronione:
- kłokoczka południowa,
- rokitnik zwyczajny,
- jarząb szwedzki,
- kosodrzewina,
- cis pospolity i japoński,
- sosna limba,
- brzoza karłowata,
- wisienka stepowa,
- wawrzynek wilczełyko,
- barwinek pospolity.

Rośliny iglaste:
- jodła kalifornijska,
- choina kanadyjska,
- daglezja,
- miłorząb,
- mamutowiec,
- mikrobiota,
- cedr
- modrzewie, sosny, świerki, jodły, cyprysiki, żywotniki, jałowce

Inne rośliny zimozielone:
- bukszpan wieczniezielony,
- ciernisty ognik szkarłatny,
- jemioła pospolita,

Rośliny o formach zwisłych:
- wierzba płacząca,
- odmiany zwisłe morwy białej, jesionu wyniosłego, buka pospolitego.

Rośliny egzotyczne:
- kłęk kanadyjski,
- topola balsamiczna,
- kielichowiec wonny,
- grujecznik japoński,
- dąb bezszypułkowy o nieklapowanych liściach,
- oliwnik wąskolistny,
- wiązowiec zachodni,
- kasztan jadalny,
- bożodrzew gruczołowaty
- surmia zwyczajna,
- ewodia koreańska,
- pigwa pospolita,
- magnolia pośrednia

Wśród dendroflory Dalekiego Wschodu znajdują się także m.in. miłorząb dwuklapowy, metasekwoja chińska, sosna himalajska, żywotnikowiec japoński, eukomia wiązowata, kolkwicja chińska, roztrzeplin wiechowaty, różowiec biały, korkowiec chiński, sofora japońska, dawida chińska. Z kolei Amerykę Północną reprezentują m.in. mamutowiec olbrzymi, jodła jednobarwna, choina kanadyjska, żółtnica pomarańczowa, orzech czarny, kasztanowiec drobnokwiatowy, amorfa krzewiasta, tulipanowiec amerykański, magnolia parasolowata, kłokoczka trójlistkowa.
Do gatunków europejskich w parku należą m.in. przedstawiciele rodzajów: klon, brzoza oraz dąb burgundzki, rosnący w pobliżu głównego wejścia. W parku obecne są również rośliny wielkolistne, miododajne, pnącza oraz okazałe rozarium. 

### Rośliny wodne
Wodne zbiorowisko roślinne na terenie ogrodu liczy ponad 100 taksonów.

## Awifauna
Na terenie arboretum spotykane są liczne ptaki:
- jemiołuszka (stada do 320 osobników, okres zimowy)
- sikory (sosnówka, bogatka, modraszka)
- gołąb grzywacz
- kowalik
- obserwowano również krogulca